# 苏珊·摩尔 (阿拉巴马州)
苏珊·摩尔（英文：Susan Moore），是美国阿拉巴马州下属的一座城市。面积约为5.23平方英里（约合13.55平方公里）。根据2010年美国人口普查，该市有人口763人，人口密度为145.89/平方英里（约合56.31/平方公里）。